# 蕭礩
蕭礩（6世紀—6世紀），名或作躓，南蘭陵郡蘭陵縣人，南朝梁邵陵攜王蕭綸之子。

## 生平
蕭礩初以王子例封威正縣開國侯，食邑五百戶。
大寶元年（550年），湘東王蕭繹見屯守在郢州治所夏口的邵陵王蕭綸兵力強盛，不聽從自己的號令，派王僧辯帥舟師一萬以逼蕭綸。王僧辯到達鸚鵡洲後，蕭綸軍府的司馬劉龍虎與之勾結，暗中送質子與王僧辯。蕭綸知曉此事後，派蕭礩帥兵攻擊劉龍虎，劉龍虎因戰敗而投奔王僧辯。隨後，蕭繹命令王僧辯攻擊蕭綸。蕭綸因不願出戰，攜蕭礩等十餘人從倉門乘船北出，逃往武昌郡。蕭礩此後事跡不詳。